# Антипов, Александр Павлович
Алекса́ндр Па́влович Анти́пов (5 июля 1987, Москва) — российский поэт, артист Московского театра поэтов.

## Биография
Окончил Российский государственный университет имени А. Н. Косыгина. В 2014 году стал лауреатом «Суперфинала» Всероссийского фестиваля молодых поэтов «Мцыри», а в 2015 году получил литературную премию «Справедливой России». Был отмечен критиком Львом Аннинским, который подчеркнул умение молодого автора достоверно передавать действительность и говорить о событиях «не красиво, а так как пережито».
В том же 2015 году занимает второе место в номинации «Русская надежда» Международной литературной премии им. С. А. Есенина, а затем принимает участие в первом Всероссийском фестивале молодой поэзии имени Л. А. Филатова — «Филатов Фест», — где стал финалистом конкурса и был удостоен «Приза зрительских симпатий». После успешного выступления получает предложение от художественного руководителя фестиваля Влада Маленко — войти в состав труппы Московского театра поэтов. С середины 2015 года Александр Антипов является артистом Театра поэтов, участвует в спектаклях Театра и осуществляет гастрольную деятельность в составе труппы: «Проделав непростой путь от сетевой поэзии, теперь его стихи звучат с подмостков по всей стране».
В 2016 году входит в оргкомитет фестиваля «Филатов Фест» и становится его ведущим.
В 2017 году Александр Антипов участвовал в качестве ведущего в культурно-просветительской радиопрограмме «Гвозди напрокат». В 2018 году выступал на фестивале «Нашествие» и в Российском центре науки и культуры в Праге.
Также с 2016 года является экспертом Всероссийского молодёжного форума «Таврида», в рамках которого дважды встречался с президентом PФ Владимиром Путиным и обсуждал проблемные вопросы современной молодой литературы России. В 2019 году принимал участие в праздничном концерте «Мы вместе», проходившем в Симферополе и посвящённом пятилетию аннексии Крыма. Ежегодно вместе с Московским театром поэтов является участником акции памяти «Бессмертный полк». Артисты Театра шествуют с портретами поэтов-фронтовиков и читают стихи безвременно ушедших героев.
В августе 2019 года Александр Антипов возглавил команду Московского театра поэтов, выступившую в телевизионной игре «Сто к одному» против команды актёров театра Романа Виктюка.[значимость факта?]
В марте 2022 года подписал обращение в поддержку военного вторжения России на Украину (2022).
В мае 2025 года стал лауреатом всероссийской литературной премии «Гипертекст» в номинации «Слово молодым».

## Публикации
- Антипов А. П. Стихи. Александр Антипов. — М.: Издательство РСП, 2024. — 98 с. — (Библиотека солдата СВО). — ISBN 978-5-4477-0086-7.
- Телеканал RT: коллектив авторов. Поэзия русской зимы: А.П. Антипов. Подборка стихотворений. — СПб.: Лира, 2024. — 400 с. — 15 000 экз. — ISBN 978-5-907727-35-9.
- Антипов А. П. 12:21. Стихотворения. — М.: Издательский Дом «Зебра Е», 2021. — 206 с. — ISBN 978-5-907486-41-6.
- Антипов А. П. Отпечатки будущих фотографий: стихотворения. — М.: У Никитских ворот, 2016. — 114 с. — 200 экз. — ISBN 978-5-00095-148-4.
- Антипов А. П. Подборка стихов // Юрий Мамлеев «Словесность» : альманах. — М.: Библиотека газеты МОЛ, 2016. — Вып. 11. — С. 72—75. — ISBN 5-86676-097-5. — Bibcode: 84.
- Антипов А. П. Прорастая в детство. Поэзия не терпит отлагательств // Литературная газета. — 2016. — 20 июля (№ 29).
- Антипов А. П. Стихи // Роман-газета. — 2016. — № 2.

## Участие в спектаклях
- 9-ти часовой поэтический марафон «Город Поэтов» на Триумфальной площади в Москве, 2015.
- «1945. Сотворение мира. Репост», Александринский театр (в рамках Культурного Форума в Санкт-Петербурге), 2015
- Уличный спектакль «Говорящие памятники», 2016
- «Площадь революции.17»[23], Московский театр поэтов, 2016
- Мистерия «Сколько времени?»[24], 2016
- Уличная мистерия «Поэты ремонтируют время», 2017
- Мистерия «Маяки», форум «Таврида», 2017
- «Москва — открытый город. Переход»[25], 2017
- «Черви»[26], панк-мюзикл, 2018
- Поэтический спектакль «Небо Победы»[27], 2020